# Kleine Japanische Waldmaus
Die Kleine Japanische Waldmaus
oder Geishamaus
(Apodemus argenteus, Syn.: Apodemus geisha, jap. 姫鼠 Himenezumi ‚Prinzessin(nen)maus‘) ist eine zu den Waldmäusen gehörende Art der Altweltmäuse. Die kleine, hauptsächlich nachtaktive und teils baumlebende Waldmaus bewohnt die Wälder der vier Hauptinseln Japans sowie einiger kleinerer Inseln und ist nicht gefährdet. Die Art wird als einzige der argenteus-Gruppe zugeordnet und bildet eine alte Abstammungslinie innerhalb der Waldmäuse. Sie wurde 1844 von Coenraad Jacob Temminck als Mus argenteus beschrieben.

## Körpermerkmale

### Äußere Merkmale
Die Kleine Japanische Waldmaus ist eine kleine, schlanke Waldmaus mit langem Schwanz, großen Augen und langen Ohren.
Sie ist etwa so groß wie kleinere Formen der westpaläarktischen Waldmäuse, entspricht im Bau und Aussehen jedoch eher der Zwergmaus.
Den Jungtieren der Großen Japanischen Waldmaus ähnelnd ist sie im Schnitt kleiner als diese Art und als die Koreanische Waldmaus.
Ihre Kopf-Rumpf-Länge beträgt 65 bis 100 Millimeter und durchschnittlich 80 Millimeter, die Schwanzlänge beträgt 70 bis 110 Millimeter, die Hinterfußlänge ohne Kralle 17 bis 21 Millimeter und das Körpergewicht 10 bis 20 Gramm.
Der Schwanz ist meist etwas länger als der Körper und die Hinterfußlänge ist kürzer als bei der Großen Japanischen Waldmaus.
Die fünfte Zehe des Hinterfußes reicht ohne Kralle beinahe bis zum ersten Zehenknochen der vierten Zehe.
Das Fell der Kleinen Japanischen Waldmaus ist weich und ohne Borsten. Die Haare sind dünn und auf dem Rücken etwa sechs Millimeter lang.
Oberseits ist das Fell kastanienbraun und unterseits gräulich-weiß oder elfenbeinfarben.
Ein Aalstrich ist nicht vorhanden.
Das Fell der Unterseite ist an den Flanken scharf von dem der Oberseite abgegrenzt und die basalen zwei Drittel seiner Haare sind dunkel-schieferfarben. Der Kopf und die Stirn sind etwas heller als der Steiß. Die Ohren sind hellbraun mit einer dünnen, weißen Umrandung. Die Außenseite der Oberarme und die Hüften sind dunkel, die Innenseite der Oberarme, die Vorderfußwurzeln sowie die Vorder- und Hinterfüße sind weiß. Die Fußsohlen sind vollständig unbehaart und der hinterste Ballen des Hinterfußes ist verlängert. Der Schwanz ist dünn behaart und grob beschuppt. Die Schuppen sind nicht versetzt angeordnet, sondern bilden einzelne Ringe, von denen durchschnittlich zwölf auf einen Zentimeter kommen. Sowohl Schuppen als auch Haare sind oberseits braun und unterseits hell, der Kontrast ist jedoch nicht auffällig.
Manchmal ist die Haut teilweise gebleicht.
Die acht Zitzen der Weibchen verteilen sich auf je zwei Paare im Brustbereich und in der Leistenregion.
Von der ähnlich großen Hausmaus ist die Kleine Japanische Waldmaus leicht durch die Fellfarbe zu unterscheiden.
Von der Großen Japanischen Waldmaus und der Koreanischen Waldmaus kann sie anhand der Ballen an den Hinterfüßen unterschieden werden.

### Schädel und Gebiss
Der Schädel der Kleinen Japanischen Waldmaus ist sehr glatt, leicht, zart und abgerundet.
Die Interorbitalregion hat die Form einer Sanduhr.
Supraorbitalleisten und andere Knochenleisten sind nicht vorhanden und die Supraorbitalkanten sind selbst bei den ältesten Exemplaren kaum rechtwinklig ausgebildet.
Die Art kann anhand ihrer Jochbeinplatten bestimmt werden.
So sind diese schmal und ihre gerade Vorderkante steht nicht oder kaum über die obere Vorderkante der Jochbögen hervor.
Die Gaumenspalten sind mittellang und reichen nicht bis zum ersten Oberkieferbackenzahn zurück. Die Fossa mesopterygoidea ist breit, vorne abgerundet und verengt sich hinten. Die Paukenblasen sind normal ausgebildet.
Die größte Schädellänge eines Männchens aus Kōbe betrug 21 Millimeter, die Basilarlänge 17,5 Millimeter, die zygomatische Breite 12 Millimeter, die Nasalialänge 8 Millimeter, die Interorbitalbreite 3,7 Millimeter, die Hirnschädelbreite 11 Millimeter, die Gaumenlänge 10,4 Millimeter, die Diastemalänge 6,5 Millimeter und die obere Zahnreihenlänge 3,4 Millimeter. Die Gaumenspalten messen 4,7 mal 1,7 Millimeter.
| 1 | · | 0 | · | 0 | · | 3 | = 16 |
| 1 | · | 0 | · | 0 | · | 3 | = 16 |

Das Gebiss der Kleinen Japanischen Waldmaus weist in jeder Kieferhälfte einen Schneidezahn und drei kleine Backenzähne (Molaren) auf.
Gegenüber den meisten anderen Arten der Waldmäuse ist der vordere Außenhöcker (t3 nach der t-Nomenklatur) des ersten Oberkieferbackenzahns verkleinert und dem vorderen Mittelhöcker (t2) angenähert, jedoch nicht so stark wie bei der Brandmaus.
Der vordere Außenhöcker (t3) des zweiten Oberkieferbackenzahns kann stark verkleinert sein,
ist jedoch gewöhnlich groß und markant.
So fehlte er bei sechs von 266 untersuchten fossilen und rezenten Zähnen, war bei 31 Zähnen als Cingulum vorhanden, bei 172 Zähnen mäßig entwickelt und bei 57 Zähnen gut entwickelt.
Der erste und der zweite Oberkieferbackenzahn besitzen ein dickes, verlängertes Hintercingulum, das einen beträchtlichen Anteil der Kaufläche ausmacht. Es ist mit dem hinteren Mittelhöcker (t8) verbunden und kann vorne-außen auch den hinteren Außenhöcker (t9) berühren. So verschmilzt sein Vorderrand nach nur geringer Abnutzung mit dem Hinterrand des Außenhöckers.
Dieses Merkmal konnte bei allen untersuchten fossilen und rezenten Zähnen, darunter 234 zweite Oberkieferbackenzähnen, festgestellt werden und findet sich bei keiner anderen Waldmausart.
Während das Vorhandensein des Hintercingulums ein ursprüngliches Merkmal ist, wird seine Größe im Vergleich zur Kaufläche und die Berührung des Außenhöckers als abgeleitetes Merkmal gewertet.
Der dritte Oberkieferbackenzahn der Kleinen Japanischen Waldmaus ist nicht verkleinert.
Seine Kaufläche besteht aus einem großen vorderen Innenhöcker (t1) und zwei beinahe horizontalen, Schmelzleisten ähnelnden Höckerreihen. Die vordere Reihe wird aus einem kleinen zentralen Innenhöcker und den damit verschmolzenen, verlängerten zentralen Mittel- und  Außenhöckern (t5 und t6) gebildet. Die hintere Reihe besteht entweder aus einem verlängerten Höcker oder aus zwei miteinander verschmolzenen ellipsenförmigen Höckern. Der Ursprung als Höckerzahn kann manchmal noch bei nicht abgenutzten Zähnen erkannt werden. Nach nur mäßiger Abnutzung sind die Höcker jedoch in den horizontalen Schmelzleisten nicht mehr zu erkennen.
Das Leistenmuster wird durch das Fehlen des vorderen Außenhöckers (t3) verstärkt. So fehlte dieser bei 120 von 127 untersuchten Zähnen.
Die Tendenz zum Leistenmuster ist vermutlich ein abgeleitetes Merkmal.
Der erste Oberkieferbackenzahn besitzt gewöhnlich vier Wurzeln.
Von 159 untersuchten Zähnen wiesen nur zwei eine einzelne Innenwurzel auf. 157 Zähne hatten dagegen eine doppelte Innenwurzel. 14 von 126 Zähnen besaßen zudem eine kleinere, zusätzliche Innenwurzel.

### Genetik
Laut Nakata und Mitarbeitern (2009) weist der Karyotyp männlicher und weiblicher Exemplare der Kleinen Japanischen Waldmaus im doppelten Chromosomensatz gewöhnlich 46 Chromosomen mit 48 Chromosomenarmen auf. Auf Hokkaido konnten jedoch B-Chromosomen festgestellt werden.
Laut Musser und Mitarbeitern (1996) sind alle Autosomen akrozentrisch bis auf drei Paare kleiner, metazentrischer Autosomen.
Das X-Chromosom besitzt einen großen heterochromatischen Bereich, der bei Q-Bänderung durch eine verzögerte Fluoreszenz gekennzeichnet ist. Es sind Sequenzdaten des mitochondrialen Cytochrom-b-Gens verfügbar.

## Lebensraum und Lebensweise

### Lebensraum und Nest
Zum Lebensraum der häufigen, hauptsächlich nachtaktiven und teils baumlebenden Kleinen Japanischen Waldmaus gehört eine Vielzahl unterschiedlicher, jedoch stets bewaldeter Gebiete vom Tiefland bis zur alpinen Höhenstufe. Sie bevorzugt Klimaxwälder, die hauptsächlich aus alten Bäumen bestehen und eine dicke Laubschicht aufweisen, bewohnt jedoch auch Buschland und Plantagen.
Ihr gewöhnlich aus Blättern hergestelltes Nest befindet sich meist unter der Erde, gelegentlich jedoch auch in Baumhöhlen oder Nistkästen für Vögel.

### Aktionsraum und Sozialstruktur
Der Aktionsraum der Kleinen Japanischen Waldmaus misst 200 bis 1325 Quadratmeter, variiert je nach Lebensraum sowie Jahreszeit und kann insbesondere außerhalb der Fortpflanzungszeit schrumpfen. In gemeinsam mit der Großen Japanischen Waldmaus genutzten Lebensräumen besitzt die Kleine Japanische Waldmaus die im Vergleich kleineren Aktionsräume. Sowohl die Aktionsräume gegengeschlechtlicher als auch die gleichgeschlechtlicher Tiere überlappen sich. Beobachtungen von Paarbildungsmustern zwischen Männchen und Weibchen legen ein monogames Paarungssystem nahe. Andere Untersuchungen konnten dies jedoch nicht bestätigen und DNA-Untersuchungen zeigten polygyne Paarungen auf. Es wurde berichtet, dass Männchen zur Fortpflanzung den Ort ihrer Geburt verlassen.

### Nahrung, Fressfeinde und Parasiten
Die Nahrung der Kleinen Japanischen Waldmaus besteht aus Samen, grünen Pflanzenteilen, Früchten und Wirbellosen, insbesondere Insekten. Zu den Fressfeinden gehören verschiedene Raubtiere und Raubvögel; belegt sind der Rotfuchs und Eulen, vermutet werden auch Wiesel, der Zobel und der Japanische Marder.
Ektoparasiten der Kleinen Japanischen Waldmaus sind Milben und Zecken der Gattungen Leptotrombidium, Neotrombicula, Gahrliepia, Myobia, Demacarus, Hypoaspis, Laelaps, Eulaelaps, Haemogamasus, Hirstionyssus und Ixodes, Flöhe der Gattungen Atyphloceras, Stenoponia, Ctenophthalmus, Neopsylla, Catallagia, Hystrichopsylla, Nearctopsylla, Monopsylla und Peromyscopsylla sowie Tierläuse der Gattungen Polyplax und Hoplopleura. Als Endoparasiten kommen einige Vertreter der Saugwürmer, der Bandwürmer und der Fadenwürmer vor. Beschrieben wurden auch Protozoen der Gruppen Apicomplexa und Metamonada.

## Fortpflanzung, Entwicklung und Lebenserwartung
Die Fortpflanzungszeit der Kleinen Japanischen Waldmaus variiert je nach Region. In kälterem Klima reicht sie von April bis Oktober oder November, in wärmerem Klima dagegen von Oktober bis März. Eine sich daraus ableitende Abhängigkeit von den Temperaturen wird jedoch aufgrund von über mehrere Jahre fluktuierenden Populationsgrößen angezweifelt. Vielmehr wurde ein Zusammenhang zur Populationsdichte und Populationsphase festgestellt. Der Anteil sich fortpflanzender Weibchen schwankt innerhalb eines Jahres sowie von Jahr zu Jahr und ist bei hoher Dichte niedriger. Ähnliches wurde auch bei den Männchen festgestellt. Untersuchungen gefangener Tiere zeigten, dass die meisten Weibchen in ihrem Leben ein oder zwei Würfe zur Welt bringen. Die Wurfgröße reicht von einem bis zu neun Jungtieren und beträgt je nach Region durchschnittlich 3,3 bis 4,9 Jungtiere. Sie ist auch von der Dichte, der Phase und der Körpergröße abhängig. So ist sie bei überwinterten Weibchen bei hoher Dichte niedriger als bei geringer Dichte und nimmt bei nicht überwinterten Weibchen mit der Körpergröße zu.
Bei der Geburt sind die Jungen der Kleinen Japanischen Waldmaus nackt und ihre Augen sind geschlossen. In der Natur werden Weibchen bei einem Körpergewicht ab acht Gramm und Männchen bei einem Körpergewicht ab zehn Gramm geschlechtsreif. Basierend auf Daten aus Lebendfängen werden als maximale Lebensdauer in der Natur 27 Monate angenommen, jedoch überleben nur wenige Tiere ein Jahr.

## Verbreitung und Fossilfunde
Das Verbreitungsgebiet der Kleinen Japanischen Waldmaus ist auf Japan beschränkt. Es erstreckt sich über die vier Hauptinseln Hokkaidō, Honshū, Shikoku und Kyūshū sowie periphere kleinere Inseln.
So kommt sie auf Kinkasan (#1 auf der Karte) in der Präfektur Miyagi, auf Awashima (#2) und Sadoshima (#3) in der Präfektur Niigata, auf den Oki-Inseln Okinoshima (#4) und Nishinoshima (#5) in der Präfektur Shimane, auf Awajishima (#6) in der Präfektur Hyōgo, auf Shōdoshima (#7) in der Präfektur Kagawa, auf Miyajima (#8) in der Präfektur Hiroshima, auf Tsushima (#9) sowie auf den Gotō-Inseln Nakadōri-jima (#10) und Fukue-jima (#11) in der Präfektur Nagasaki, auf der Amakusa-Insel Shimoshima (#12) in der Präfektur Kumamoto sowie auf den Ōsumi-Inseln Tanegashima (#13) und Yakushima (#14) in der Präfektur Kagoshima vor.
Die Höhenverbreitung reicht von Meereshöhe bis in eine Höhe von 2500 Metern.
Fossilfunde stammen aus dem Mittel- und Jungpleistozän Honshūs sowie aus dem Holozän Honshūs, Shikokus und Kyūshūs.
Da sich selbst die Fossilfunde aus dem Mittelpleistozän kaum von heutigen Tieren unterscheiden, entstand die Art vermutlich schon in den vorhergehenden Perioden.

## Systematik und Nomenklatur

### Äußere Systematik
Innerhalb der Waldmäuse ordnen Musser und Carleton (2005) die Kleine Japanische Waldmaus als einzige Art der argenteus-Gruppe zu. Bereits Thomas (1905) wies auf die kleine Körpergröße, die Anpassung an das Baumleben und den von den anderen Waldmäusen abweichenden Körperbau hin.
Ellerman (1941) stellte die Kleine Japanische Waldmaus als einzige Art in seine geisha-Gruppe
und sah sie als nahe verwandt mit der westpaläarktischen sylvaticus-Gruppe an.
Ellerman und Morrison-Scott (1951) führten sie sogar als Unterarten der Waldmaus.
Zimmerman (1962) ordnete sie dagegen der ostpaläarktischen Untergattung Alsomys zu.
So zeige die Gesamtheit fast aller Merkmale und insbesondere der extrem abgeflachte Schädel die Zugehörigkeit zu dieser Gruppe.
Gemeinsam sei diesen Arten auch die Anzahl von nur drei Hauptwurzeln am ersten Oberkieferbackenzahn.
Laut Corbet (1978) ähnelt die Kleine Japanische Waldmaus jedoch den westpaläarktischen Arten am meisten und wie bei diesen besaßen alle von ihm untersuchten Exemplare eine doppelte Innenwurzel.
Kawamura (1989), der Backenzähne und Schädelfragmente der Kleinen Japanischen Waldmaus aus dem Pleistozän und Holozän mit rezentem Material verglich, bemerkte, dass sie relativ primitive Zahnmerkmale aufweise und vielleicht Ahnenformen der Waldmäuse nahestehe. Anhand der Interorbitalregion, der Anordnung von Jochbeinplatte und Jochbogen, der doppelten Innenwurzel des ersten Oberkieferbackenzahns, des einzigartigen Kauflächenmusters der Oberkieferbackenzähne, der Zitzenzahl und des Karyotyps konnten Musser und Mitarbeiter (1996) die Art keiner bestehenden Untergattung zuordnen.
Verschiedene molekulargenetische Untersuchungen zeigten, dass sie sich von allen anderen untersuchten Arten Europas und Asiens unterscheidet und eine alte Abstammungslinie innerhalb der Waldmäuse darstellt.
Einen Überblick zu Untersuchungen der systematischen Stellung der Art geben Musser und Carleton (2005).

### Innere Systematik
Sechs Unterarten der Kleinen Japanischen Waldmaus können unterschieden werden:
- Apodemus argenteus hokkaidi (Thomas, 1906) auf Hokkaidō
- Apodemus argenteus argenteus (Temminck, 1844) auf Honshū, Kyūshū und Shikoku; mit dem Synonym geisha (Thomas, 1905)
- Apodemus argenteus celatus (Thomas, 1906) auf den Oki-Inseln
- Apodemus argenteus sagax Thomas, 1908 auf Tsushima
- Apodemus argenteus tanei Kuroda, 1924 auf Tanegashima
- Apodemus argenteus yakui (Thomas, 1906) auf Yakushima

Die Unterarten sind hauptsächlich durch kleine Unterschiede bei den Körpermaßen und der Fellfarbe gekennzeichnet.
Ellerman (1941) unterscheidet alle sechs Unterarten,
Ellerman und Morrison-Scott (1951) ordnen dagegen die Formen hokkaidi, yakui und tanei der Unterart Apodemus sylvaticus argenteus zu
und führen nur celatus und sagax als weitere Unterarten.
Corbet (1978) listet zwar alle sechs Unterarten, hält jedoch Abgrenzungen von der Nominatform argenteus bis auf die der eher kurzschwänzigen Form celatus für zweifelhaft.

### Nomenklatur
Die Kleine Japanische Waldmaus wurde von Coenraad Jacob Temminck in der Serie Fauna Japonica als Mus argenteus (von lateinisch argenteus „silbern“) beschrieben.
Das Veröffentlichungsjahr der Erstbeschreibung wird gewöhnlich mit 1845 angegeben,
sie erschien jedoch ziemlich sicher schon im Dezember 1844.
Das Typusmaterial wurde vermutlich von Heinrich Bürger gesammelt.
Ein im Mai 1904 in Kōbe (#1 auf der Karte) auf einer Höhe von 300 bis 400 Metern gesammeltes und von Richard Gordon Smith überreichtes Männchen beschrieb Oldfield Thomas 1905 als Micromys geisha (von japanisch 芸者 „Geisha“).
1906 beschrieb Thomas ein im November 1904 in Noboribetsu (#2) auf Hokkaido gesammeltes erwachsenes Männchen als Micromys geisha hokkaidi,
ein im Juli 1905 im Inneren der Oki-Insel Okinoshima (#3) auf einer Höhe von 30 Metern gesammeltes Männchen als Micromys geisha celatus (von lateinisch celatus „verborgen“)
und ein im Juni 1905 im zentralen Gebirge von Yakushima (#4) auf einer Höhe von 1070 Metern gesammeltes Weibchen als Micromys geisha yakui.
Ein weiteres, im Januar 1907 im Süden von Tsushima (#5) auf einer Höhe von 60 bis 90 Metern gesammeltes erwachsenes Männchen beschrieb Thomas 1908 als Apodemus geisha sagax (von lateinisch sagax „scharfsinnig“).
Kuroda Nagamichi beschrieb schließlich 1924 ein Exemplar aus Nishinoomote (#6) auf Tanegashima als Apodemus geisha tanei.
Thomas und nach ihm weitere Autoren hielten Mus argenteus noch für junge, borstenlose Exemplare der Großen Japanischen Waldmaus. Später auch als zweifelhafte Art ungeklärter Zuordnung geführt, wurde sie jedoch zunehmend als Vertreter der Kleinen Japanischen Waldmaus angesehen.
So hielten Ellerman und Morrison-Scott (1951) es für unwahrscheinlich, dass Temminck nicht mit einer so häufigen Form vertraut war.
Smeenk und Mitarbeiter (1982) untersuchten das Typusmaterial von Mus argenteus. Da die Typusserie ein Kompositum darstellt, bestimmten sie als Lectotypus das Exemplar,
das von Temminck als Mus argenteus beschriftet wurde
und mit der Abbildung sowie der Beschreibung in der Fauna Japonica übereinstimmt.
Während dieses in den Schädelmerkmalen Micromys geisha entspricht, wiesen sie die beiden Paralectotypen als junge Exemplare der Großen Japanischen Waldmaus aus.
Weder aufgrund der Körpermaße noch der Fellfarbe kann der Lectotypus von Mus argenteus einer einzelnen Population der Art zugeordnet werden. Auch seine genaue Herkunft kann nicht mehr zurückverfolgt werden. Da die meisten von Philipp Franz von Siebold und Heinrich Bürger gesammelten Säugetierexemplare jedoch aus der Umgebung von Nagasaki stammen, wird eine Übereinstimmung mit der auf Honshū, Kyūshū und Shikoku vorkommenden Form geisha angenommen.
Einen Überblick zur taxonomischen Geschichte der Art geben Smeenk und Mitarbeiter (1982).

## Bestand und Bedeutung für den Menschen
Die Weltnaturschutzunion IUCN stufte die Kleine Japanische Waldmaus 2008 als nicht gefährdet ein. Begründet wurde dies mit der Häufigkeit der Art, ihrer weiten Verbreitung, dem Fehlen wesentlicher Bedrohungen und den stabilen Beständen. Sie kommt zudem in zahlreichen Schutzgebieten vor. 1996 wurde sie ebenfalls als nicht gefährdet eingestuft.
Die Kleine Japanische Waldmaus verursacht Schäden an den Sämlingen der Sachalin-Tanne und an den Kätzchen von Birken. Durch die Erbeutung von Puppen der Pflanzenwespen und von Schmetterlingsraupen in den Beständen von Lärchen verhindert sie jedoch möglicherweise deren Massenvermehrung. Sie dringt häufig in Hütten und Häuser auf dem Land ein, insbesondere im Herbst.